# Медаль Чарльза А. Уиттена
Медаль Чарльза А. Уиттена (англ. Charles A. Whitten Medal) — научная награда Американскогo геофизическогo союзa за выдающиеся достижения в области изучения динамики Земли и других планет. Награда была учреждена в 1985 году в честь американского геодезиста Чарльза А. Уиттена, и присуждается раз в два года.

## Список награждённых
Ниже приводится список награждённых, чьи профайлы существуют в русской википедии на момент последнего редактирования статьи:
- 1991: Ирвин Шапиро
- 1997: Петтенгилл, Гордон